# Forteresse de Blagaj
La forteresse de Blagaj se trouve en Bosnie-Herzégovine, sur le territoire du village de Blagaj et sur celui de la ville de Mostar. Elle remonte au Moyen Âge et est inscrite sur la liste des monuments nationaux de Bosnie-Herzégovine ; elle fait partie de l'« ensemble naturel et architectural de Blagaj » proposé par le pays pour une inscription au patrimoine mondial de l'UNESCO.

## Description

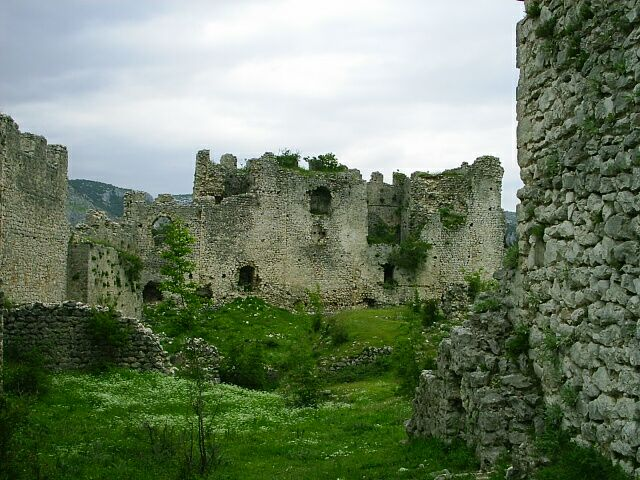
Autre vue de la forteresse.